# 페어팩스군

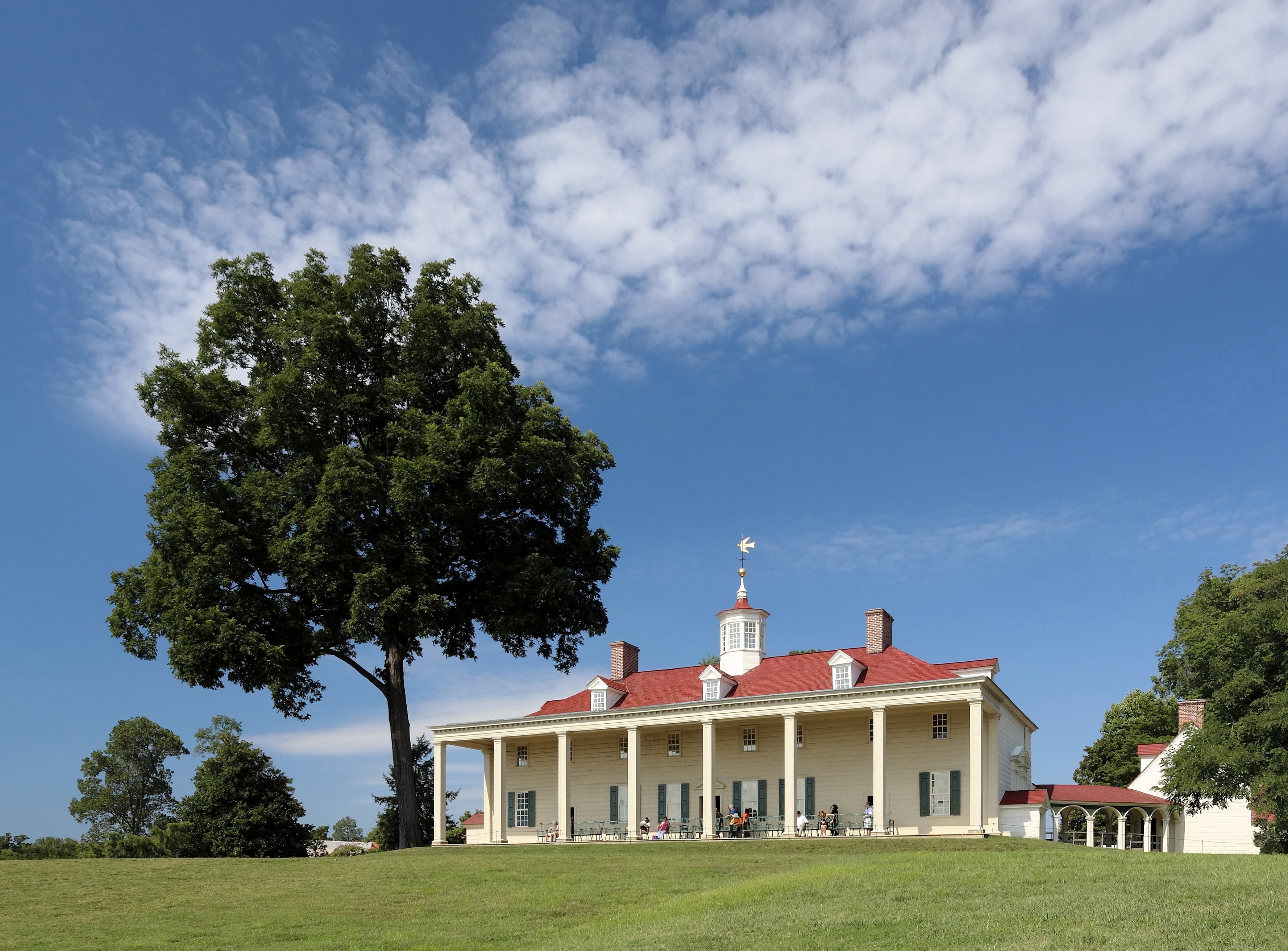
마운트 버몬 맨션

페어팩스군 또는 페어팩스 카운티(Fairfax County, 공식 명칭: County of Fairfax)는 미국 버지니아주 커먼웰스에 위치한 군으로
워싱턴DC의 광역권에 해당된다..
2010년 인구 조사 기준으로, 인구 수는 총 1,081,726명이며 2019년의 추산 인구 수는 1,147,532명으로 버지니아주 인구의 약 13%를 차지한다.

## 인구
| 인구조사                                            | 인구      | Note  | %±     |
| --------------------------------------------------- | --------- | ----- | ------ |
| 1790년                                              | 12,320    |       | —      |
| 1800년                                              | 13,317    |       | 8.1%   |
| 1810년                                              | 13,111    |       | −1.5%  |
| 1820년                                              | 11,404    |       | −13.0% |
| 1830년                                              | 9,204     |       | −19.3% |
| 1840년                                              | 9,370     |       | 1.8%   |
| 1850년                                              | 10,682    |       | 14.0%  |
| 1860년                                              | 11,834    |       | 10.8%  |
| 1870년                                              | 12,952    |       | 9.4%   |
| 1880년                                              | 16,025    |       | 23.7%  |
| 1890년                                              | 16,655    |       | 3.9%   |
| 1900년                                              | 18,580    |       | 11.6%  |
| 1910년                                              | 20,536    |       | 10.5%  |
| 1920년                                              | 21,943    |       | 6.9%   |
| 1930년                                              | 25,264    |       | 15.1%  |
| 1940년                                              | 40,929    |       | 62.0%  |
| 1950년                                              | 98,557    |       | 140.8% |
| 1960년                                              | 275,002   |       | 179.0% |
| 1970년                                              | 455,021   |       | 65.5%  |
| 1980년                                              | 596,901   |       | 31.2%  |
| 1990년                                              | 818,584   |       | 37.1%  |
| 2000년                                              | 969,749   |       | 18.5%  |
| 2010년                                              | 1,081,726 |       | 11.5%  |
| 2019 (추산)                                         | 1,147,532 | [ 3 ] | 6.1%   |
| U.S. Decennial Census 1790–1960 1900–1990 1990–2000 |           |       |        |

## 저명한 인물
역사적 인물
- 조지 메이슨
- 조지 워싱턴

정치인
- 짐 웨브
- 응우옌까오끼
- 바버라 콤스톡

전문가
- 숀 파커

스포츠인
- 브루스 어리나
- 미아 햄
- 앨런 존슨
- 그랜트 힐
- 브라이언 켄드릭
- 앨릭스 라일리

엔터테이너
- 토비맥
- 줄리앤 무어
- 제이
- 크리스티나 헨드릭스

기타
- 크리스토퍼 매캔들리스
- 조승희

## 자매 도시
- 대한민국 서울특별시 송파구(2009)[8]
- 중국 헤이룽장성 하얼빈시[8][9]
- 터키 앙카라 케치외렌(2012)[8]